# Conclave del 1342
Il conclave del 1342 venne convocato a seguito della morte di papa Benedetto XII e si concluse con l'elezione di papa Clemente VI, quarto pontefice eletto durante il periodo della cattività avignonese.

## Svolgimenti
Il conclave ebbe inizio il 5 maggio e durò solo due giorni. Il 7 maggio infatti, il cardinale Pierre Roger, cancelliere del regno di Francia, fu unanimemente eletto papa per divina ispirazione, come riportato brevemente dal cardinale Ceccano e dal protodiacono des Farges. L'eletto assunse il nome di Clemente VI e fu incoronato il 19 maggio nella chiesa dei domenicani ad Avignone dal cardinale protodiacono Raymond Guillaum des Farges.
Subito dopo la morte di papa Benedetto XII, il re Filippo VI di Francia inviò ad Avignone il suo figlio maggiore, Giovanni II, con lo scopo di sostenere la candidatura del cardinale Roger, ma quando arrivò, l'elezione era già avvenuta, con lo stesso risultato desiderato dal re.

### Cardinali presenti
Papa Benedetto XII morì ad Avignone il 25 aprile 1342. Al tempo del suo decesso, diciannove cardinali componevano il Sacro Collegio, dei quali solo diciassette poterono raggiungere Avignone e partecipare al conclave.
Dieci elettori furono creati da papa Giovanni XXII, sei da papa Benedetto XII e uno da papa Clemente V. Tredici erano francesi, tre italiani e uno spagnolo. Il camerlengo di Santa Romana Chiesa al tempo era il cardinale Gasbert de Valle, nipote di papa Giovanni XXII.

### Lista dei cardinali presenti alla elezione[5]
| Nome                                | Paese                     | Titolo                                                       | Ruolo | Nascita  | Concistoro |
| ----------------------------------- | ------------------------- | ------------------------------------------------------------ | --- | -------- | ---------- |
| Pierre des Prés                     | Regno di Francia          | Cardinale vescovo di Palestrina                              | Decano del Collegio cardinalizio; Arcivescovo emerito di Aix                                                 | 1282 ca. | 20/12/1320 |
| Bertrand du Pouget                  | Regno di Francia          | Cardinale vescovo di Ostia e di Velletri                     | Legato pontificio emerito per Bologna e il Nord Italia                                                       | 1280 ca. | 17/12/1316 |
| Jean-Raymond de Comminges, O. Cist. | Regno di Francia          | Cardinale vescovo di Porto e Santa Rufina                    | Arcivescovo emerito di Tolosa                                                                                | 1285     | 18/12/1327 |
| Annibaldo Caetani                   | Stato Pontificio          | Cardinale vescovo di Frascati                                | Legato pontificio emerito nel Regno di Napoli e in Ungheria; Arcivescovo emerito di Napoli                   | 1281 ca. | 18/12/1327 |
| Pedro Gómez Barroso                 | Regno di Castiglia e León | Cardinale vescovo di Sabina                                  | Legato pontificio emerito in Inghilterra e Francia per i negoziati di pace                                   | 1270     | 18/12/1327 |
| Imbert Dupuis                       | Regno di Francia          | Cardinale presbitero dei Santi XII Apostoli                  | Cardinale protopresbitero; Camerlengo del Sacro Collegio                                                     | 1275 ca. | 18/12/1327 |
| Hélie de Talleyrand-Périgord        | Regno di Francia          | Cardinale presbitero di San Pietro in Vincoli                | Vescovo emerito di Auxerre; Decano del capitolo catterdrale di York                                          | 1301     | 25/05/1331 |
| Pierre Bertrand, O. Cist.           | Regno di Francia          | Cardinale presbitero di San Clemente                         | Vescovo emerito di Autun                                                                                     | 1280     | 20/12/1331 |
| Gozzio Battaglia                    | Stato Pontificio          | Cardinale presbitero di Santa Prisca                         | Legato pontificio emerito in Sicilia; Patriarca Latino titolare di Costantinopoli; Cappellano di Sua Santità | 1270 ca. | 18/12/1338 |
| Bertrand de Deaux                   | Regno di Francia          | Cardinale presbitero di San Marco                            | Legato pontificio emerito nel Patrimonio di San Pietro; Arcivescovo emerito di Embrun                        | 1290 ca. | 18/12/1338 |
| Pierre Roger, O.S.B.                | Regno di Francia          | Cardinale presbitero dei Santi Nereo e Achilleo; eletto papa | Arcivescovo emerito di Rouen e Primate emerito di Normandia                                                  | 1291     | 18/12/1338 |
| Guillaume de Court Novel, O. Cist.  | Regno di Francia          | Cardinale presbitero dei Santi Quattro Coronati              | Abate commendatario emerito di Boulbonne; Vescovo emerito di Albi                                            | 1300 ca. | 18/12/1338 |
| Bernard d'Albi                      | Regno di Francia          | Cardinale presbitero di San Ciriaco alle Terme Diocleziane   | Legato pontificio in Castiglia e Portogallo; Vescovo emerito di Rodez                                        | 1295 ca. | 18/12/1338 |
| Guillaume d'Aure, O.S.B.            | Regno di Francia          | Cardinale presbitero di Santo Stefano al Monte Celio         | Abate del Monastero di Montolieu                                                                             |          | 18/12/1338 |
| Raymond-Guilhelm des Fargues        | Regno di Francia          | Cardinale diacono di Santa Maria Nuova                       | Cardinale protodiacono                                                                                       |          | 19/12/1310 |
| Gaillard de la Mothe                | Regno di Francia          | Cardinale diacono di Santa Lucia in Silice                   | Precentore della diocesi di Chichester; Prebendario di Aylesbury                                             |          | 17/12/1316 |
| Giovanni Colonna                    | Stato Pontificio          | Cardinale diacono di Sant'Angelo in Pescheria                | Canonico di Bayeux                                                                                           | 1295 ca. | 18/12/1327 |

### Assenti in conclave
| Nome                  | Paese            | Titolo                                     | Ruolo                                                                    | Nascita  | Concistoro |
| --------------------- | ---------------- | ------------------------------------------ | ------------------------------------------------------------------------ | -------- | ---------- |
| Bertrand de Montfavès | Regno di Francia | Cardinale diacono di Santa Maria in Aquiro | Arciprete della Basilica di San Giovanni in Laterano                     | 1270 ca. | 17/12/1316 |
| Gaucelme de Jean      | Regno di Francia | Cardinale vescovo di Albano                | Penitenziere Maggiore; Legato pontificio emerito in Scozia e Inghilterra | 1263 ca. | 17/12/1316 |